# Ácido 4-aminossalicílico
Ácido 4-aminossalicílico, comumente conhecido como PAS (de para-amino-salicílico), é um  antibiótico usado para tratar tuberculose. Este composto orgânico tem sido usado desde os anos 1940 para o tratamento de doenças inflamatórias intestinais (IBD, de inflammatory bowel disease), onde tem mostrado uma maior potência em colite ulcerativa e doença de Crohn. 